# 석빙고

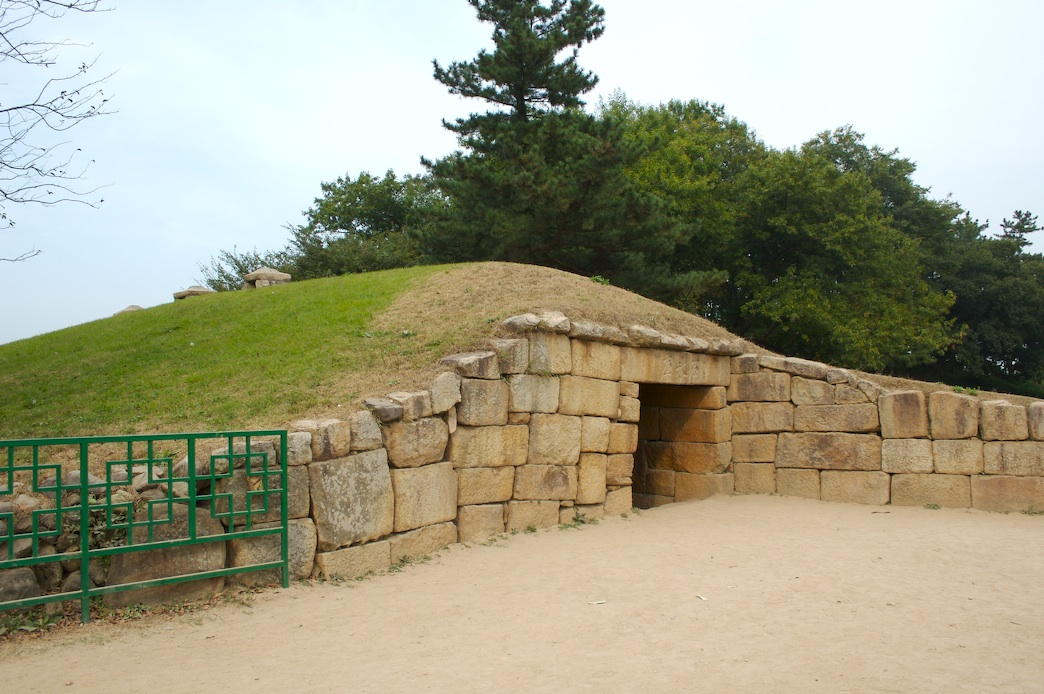
경주의 석빙고

석빙고(石氷庫)는 얼음을 저장하기 위하여 만든 창고이다.

## 대한민국
- 청도 석빙고 : 1713년 만들어졌으며, 보물 제323호, 경상북도 청도군 화양면에 있다.
- 대구 석빙고비 : 1716년 만들어졌으며, 대구광역시 북구 산격동 1370-1에 있다.
- 달성 현풍 석빙고 : 1730년 만들어졌으며, 보물 제673호, 대구광역시 달성군 현풍읍에 있다.
- 안동 석빙고 : 1737년 만들어졌으며, 보물 제305호, 경상북도 안동시 성곡동에 있다.
- 경주 석빙고 : 1738년 만들어졌으며, 보물 제66호, 경상북도 경주시 인왕동에 있다.
- 창녕 석빙고 : 1742년 만들어졌으며, 보물 제310호, 경상남도 창녕군 창녕읍에 있다.
- 창녕 영산 석빙고 : 사적 제169호, 경상남도 창녕군 영산면에 있다.

## 조선민주주의 인민공화국
- 해주 석빙고 : 조선민주주의인민공화국의 국보 제69호, 황해남도 해주시에 있다.